# Helmut Pohle
Helmut Pohle (* 6. April 1925 in Dürrenberg; † 20. Februar 1994 in Merseburg) war ein deutscher Wirtschaftswissenschaftler.

## Leben
Pohle legte 1943 in Halle (Saale) sein Abitur ab und wurde im Zweiten Weltkrieg bei der Luftwaffe in Nordafrika eingesetzt, wo er an Malaria erkrankte. In US-amerikanischer Kriegsgefangenschaft kam er 1944 nach Tennessee. 1946 wurde er aus der Gefangenschaft entlassen.
Anschließend studierte er an der Technischen Hochschule Leuna-Merseburg (THLM) und promovierte mit dem Thema Wirtschaftliche Rechnungsführung unter dem Aspekt der Eigenerwirtschaftung als Mittel der Leitung einer Vereinigung volkseigener Betriebe.
Seit 1968 arbeitete Pohle als Generaldirektor der Vereinigung Volkseigener Betriebe Elektrochemie und Plaste in Halle/S. Der für DDR-Wirtschaftsfragen zuständige Günter Mittag berief ihn von 1970 bis 1979 als stellvertretenden Minister für Chemische Industrie.
Nach 1979 übte Pohle eine Gastlehrtätigkeit für Wirtschaftswissenschaft in der Sowjetunion an der damaligen Moskauer Höheren Technischen Schule (MHTS) aus. Pohle erhielt 1980 die Ehrendoktorwürde der MHTS.
Ab 1975 modifizierte Pohle gemeinsam mit Klaus G. Kruse einen Teil des militärischen Nahkampfes für Spezialeinsatzkräfte der Gruppe der Sowjetischen Streitkräfte in Deutschland  (GSSD) und publizierte diesen Kampfstil ab 1991 als „Taikunedo“ und ließ diesen Begriff 1992 als internationale Schutzmarke registrieren. 1993 gab er den Vorsitz des Kampfsportverbandes an seinen Neffen Steffen Pohle ab.
Pohle wurde 1975 mit dem Vaterländischen Verdienstorden in Bronze ausgezeichnet.
Ab 1981 war Pohle an der damaligen Technischen Hochschule „Carl Schorlemmer“ in Merseburg bis zu seiner Pensionierung 1989 als Professor tätig. Er verfasste mehrere wissenschaftliche Publikationen zum Thema Zur strategischen Vorbereitung und Umsetzung der komplexen Automatisierung im Rahmen des Neuerungsprozesses des Kombinates 1988.
Pohle starb am 20. Februar 1994 im Alter von 68 Jahren nach einer langwierigen Krebserkrankung in Merseburg.

## Schriften
- Wirtschaftliche Rechnungsführung unter dem Aspekt der Eigenerwirtschaftung als Mittel der Leitung einer Vereinigung volkseigener Betriebe, Hochschulschrift:  Leuna-Merseburg, Technische Hochschule für Chemie, Diss. vom 22. März 1969
- mit Hans-Dieter Ebbecke und Armin  Köhler: Zur strategischen Vorbereitung und Umsetzung der komplexen Automatisierung im Rahmen des Neuerungsprozesses des Kombinates, in Wissenschaftliche Zeitung der TH Carl Schorlemmer Nr. 31/1988